# 10016 Yugan
10016 Yugan este un asteroid din centura principală de asteroizi.

## Descriere
10016 Yugan este un asteroid din centura principală de asteroizi. A fost descoperit pe 26 septembrie 1978 la Observatorul de Astrofizică din Crimeea de Liudmila Juravliova. Asteroidul prezintă o orbită caracterizată de o semiaxă mare de 2,46 ua, o excentricitate de 0,14 și o înclinație de 4,6° în raport cu ecliptica.